# رالی فنلاند ۲۰۲۳
رالی فنلاند ۲۰۲۳ (همچنین به عنوان رالی سکتو فنلاند ۲۰۲۳ شناخته می‌شود) یک رویداد اتومبیل رانی برای خودروهای رالی بود که از ۳ اوت تا ۶ اوت ۲۰۲۳ برگزار شد. این رالی هفتاد و دومین دوره رالی فنلاند و نهمین دور از مسابقات رالی قهرمانی جهان ۲۰۲۳، مسابقات رالی قهرمانی جهان ۲ و مسابقات رالی قهرمانی جهان ۳ بود. این رویداد در شهر یووسکوله در فنلاند مرکزی که بیش از بیست و دو مرحله ویژه که مسافت رقابتی ۳۲۰٫۵۶ کیلومتر (۱۹۹٫۱۹ مایل) را پوشش می‌داد، برگزار شد.